# Politiezone Schelde-Leie
De Politiezone Schelde-Leie (zonenummer 5419) is een Belgische Politiezone gelegen in de provincie Oost-Vlaanderen, die bestaat uit de gemeenten Nazareth-De Pinte, Sint-Martens-Latem en Gavere. De zone ligt in het gerechtelijk arrondissement Oost-Vlaanderen. De politiezone staat onder leiding van korpschef, hoofdcommissaris Koen D'Hondt.
De zone Schelde-Leie is anno 2023 samengesteld uit ongeveer 100 mensen, waaronder inspecteurs, hoofdinspecteurs, commissarissen en ondersteunende medewerkers.

## Vestiging
Het hoofdcommissariaat van de politiezone Schelde-Leie is sinds 13 juni 2023 gelegen in Nazareth-De Pinte, Weefstraat 2. Naast een hoofdcommissariaat heeft de zone nog vier wijkcommissariaten. Deze zijn gelegen in de drie gemeenten van de zone: Nazareth-De Pinte, Sint-Martens-Latem en Gavere.